# フランコ・ブルザーティ
フランコ・ブルザーティ（Franco Brusati, 1922年8月4日 - 1993年2月28日）は、イタリアの脚本家、映画監督である。日本ではフランコ・ブルサーティと表記されることもある

## 人物・来歴
1922年（大正11年）8月4日、ミラノに生まれる。
第二次世界大戦後の1948年（昭和23年）に公開されたレナート・カステラーニ監督の『ローマの太陽の下で』で、助監督としてクレジットされている。1950年（昭和25年）から、脚本の集団執筆体制に加わり、クレジットされ始める。1955年（昭和30年）、 Il padrone sono me で映画監督としてデビューする。
1970年（昭和45年）、『ハーレムのチューリップ』が第23回カンヌ国際映画祭パルムドールにノミネートされコンペティション部門で上映される。
1974年（昭和49年）に監督した『パンとチョコラータ』は、同年第24回ベルリン国際映画祭銀熊賞を受賞、また同年ダヴィド・ディ・ドナテッロ賞で欧州ダヴィド賞を受賞、同作は、翌1975年（昭和50年）にはナストロ・ダルジェント賞最優秀原作賞を受賞、1978年（昭和53年）には第44回ニューヨーク映画批評家協会賞外国語映画賞を受賞、同年の第3回セザール賞では最優秀外国映画賞にノミネートされる。同年、第31回カンヌ国際映画祭コンペティション部門の審査委員を務める。
1980年（昭和55年）、『ベニスを忘れるため』が、第52回アカデミー賞外国語映画賞にノミネートされる。1983年（昭和58年）、第33回ベルリン国際映画祭コンペティション部門の審査委員を務める。
1993年（平成5年）2月28日、白血病のため、ローマで死去した。満70歳没。

## おもなフィルモグラフィ
特筆以外はすべて脚本である。監督作は8作、脚本作は34作ある。
- 『ローマの太陽の下で』 Sotto il sole di Roma : 監督レナート・カステラーニ、1948年 - 助監督
- 『紅薔薇は山に散る』 Il brigante Musolino : 監督マリオ・カメリーニ、1950年 - 脚本・原案
- 『非難』 Atto d'accusa : 監督ジャコモ・ジェンティローモ、1951年 - 脚本・原案
- 『アンナ』 Anna : 監督アルベルト・ラットゥアーダ、1951年 - 脚本・原案
- 『殺人カメラ』 La macchina ammazzacattivi : 監督ロベルト・ロッセリーニ、1952年 - 脚本・原案
- 『黒海賊の娘ヨランダ』 Jolanda la figlia del corsaro nero : 監督マリオ・ソルダティ、1952年 - 脚本・原案
- 『ユリシーズ』 Ulysses : 監督マリオ・カメリーニ、1954年 - 脚本・原案
- 『特攻魚雷作戦』 Siluri umani : 監督アントニオ・レオンヴィオラ、1954年 - 脚本・原案
- Il padrone sono me : 1955年 - 監督（初監督作）
- 『十七歳よさようなら』 I dolci inganni : 監督アルベルト・ラットゥアーダ、1960年 - 脚本・原案
- 『ディスオーダー』 Il disordine : 1962年 - 監督・脚本・原案
- 『ロミオとジュリエット』 Romeo and Juliet : 監督フランコ・ゼフィレッリ、1968年 - 脚本・原案
- Il suo modo di fare : 1969年 - 監督
- 『悲しみの青春』 Il giardino dei Finzi-Contini : 監督ヴィットリオ・デ・シーカ、1970年 - 脚本・原案
- 『ハーレムのチューリップ』 I tulipani di Haarlem : 1970年 - 監督、第23回カンヌ国際映画祭パルムドールノミネート
- 『パンとチョコラータ』 Pane e cioccolata : 1974年 - 監督、第24回ベルリン国際映画祭銀熊賞受賞、ダヴィド・ディ・ドナテッロ賞欧州ダヴィド賞受賞、ナストロ・ダルジェント賞最優秀原作賞受賞、第44回ニューヨーク映画批評家協会賞外国語映画賞受賞、第3回セザール賞最優秀外国映画賞ノミネート
- 『ベニスを忘れるため』 Dimenticare Venezia : 1979年 - 監督・脚本・原案・プロデューサー、第52回アカデミー賞外国語映画賞ノミネート
- 『善良な兵士』 Il buon soldato : 1982年 - 監督
- 『価値のない伯父さん』 Lo zio indegno : 1989年 - 監督

## 註
1. 1 2 3 4 5 6 7 8 9 10 11 12 13  Franco Brusati, インターネット・ムービー・データベース （英語）, 2010年12月7日閲覧。
2. 1 2  フランコ・ブルサーティ、allcinema ONLINE, 2010年12月8日閲覧。
3. ↑  フランコ・ブルザーティ、movie-fan.jp, 2010年12月8日閲覧。

## 関連事項
- イタリア式コメディ
- ダヴィド・ディ・ドナテッロ賞 （en:David di Donatello Awards）
- レナート・カステラーニ （en:Renato Castellani）
- マリオ・カメリーニ （en:Mario Camerini）
- ジャコモ・ジェンティローモ （en:Giacomo Gentilomo）
- マリオ・ソルダティ （en:Mario Soldati）
- アントニオ・レオンヴィオラ （it:Antonio Leonviola）